# 千葉絢子
千葉 絢子（ちば じゅんこ、1978年7月24日 - ）は、日本の政治家。元岩手県議会議員（2期）。元岩手めんこいテレビアナウンサー。

## 略歴
岩手県西磐井郡平泉町出身。
岩手県立一関第一高等学校、慶應義塾大学法学部政治学科卒業後、2001年に岩手めんこいテレビへ入社。入社半年で『mitスーパーニュース』のキャスターに起用される。
2003年には『FNNスピーク』で夏休み中の高木広子の代役を務め、その翌年には『ニュースJAPAN』で滝川クリステルの代役も務めていた。
私生活では入社1年後輩の営業職である夫との間に3人の子供がいる。『VERY』（光文社）2012年4月号の連載記事「家族のコトバ」では、家族と東日本大震災について語っている。同じ年に再び産休に入り、2013年4月に復帰した。
2012年に坂口奈央が退社したことにより、同社では高橋裕二と並び最古参のアナウンサーとなる。2015年3月には第31回FNSアナウンス大賞で大賞を受賞するが、同月末に退社した。
同年4月からは、フリーアナウンサーとしてエフエム岩手などでレギュラー番組を務めていたが、5月末までに全て降板。9月6日投票の岩手県議選に盛岡選挙区から、いわて県民クラブの支援を受けて無所属で立候補することを表明。盛岡選挙区でトップ当選した。2019年選挙にいわて県民クラブ公認で立候補し再選。
2022年12月15日、岩手県議会議員を辞職。翌16日、2023年9月の岩手県知事選挙へ立候補したが、現職の達増拓也に敗れた。

## 出演番組

### 岩手めんこいテレビ時代
- mitスーパーニュース（キャスター）
- ⑧キュン（司会）

### フリーアナウンサー
- Posh!（エフエム岩手、2015年4月6日 - 5月18日）
- ⑧キュン（岩手めんこいテレビ） - ナレーション
- わいわいトーク〜じゅんこの部屋〜（わいわいネット）[9]